# Szigeti rigó

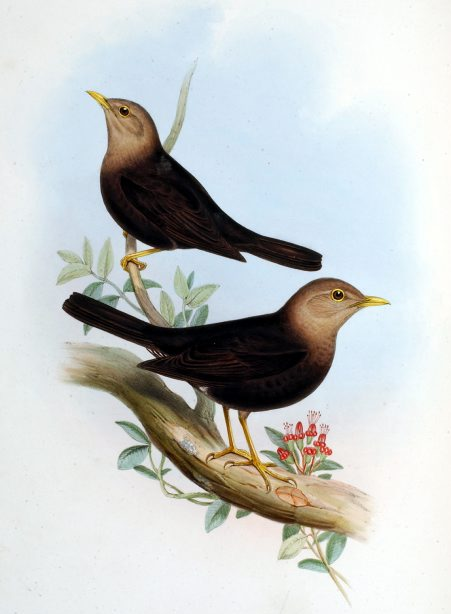
Az alapfaj, a Turdus poliocephalus poliocephalus egykor a Norfolk-szigeten élt

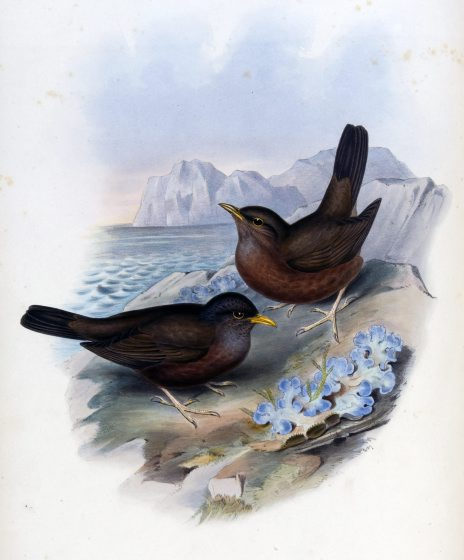
A Turdus poliocephalus vinitinctus a Lord Howe-szigeten élt egykor

A szigeti rigó (Turdus poliocephalus) a madarak osztályának verébalakúak (Passeriformes) rendjébe és a rigófélék (Turdidae) családjába tartozó faj.

## Rendszerezése
A fajt John Latham angol ornitológus írta le 1801-ben.

## Alfajai
- Turdus poliocephalus niveiceps (Hellmayr, 1919) vagy Turdus niveiceps - Tajvan
- Turdus poliocephalus thomassoni (Seebohm, 1894) - Luzon északi része
- Turdus poliocephalus mayonensis (Mearns, 1907) - Luzon déli része
- Turdus poliocephalus nigrorum (Ogilvie-Grant, 1896) - Negros
- Turdus poliocephalus mindorensis (Ogilvie-Grant, 1896) - Mindoro
- Turdus poliocephalus katanglad (Salomonsen, 1953) - Mindanao középső része
- Turdus poliocephalus kelleri (Mearns, 1905) - Apo-hegy, Mindanao, Fülöp-szigetek
- Turdus poliocephalus malindangensis (Mearns, 1907) - Malindang-hegy, Mindanao, Fülöp-szigetek
- Turdus poliocephalus seebohmi (Sharpe, 1888) - Borneó északi része
- Turdus poliocephalus loeseri (Meyer de Schauensee, 1939) - Szumátra északi része
- Turdus poliocephalus indrapurae (Robinson & Kloss, 1916) - Szumátra középső és déli része
- Turdus poliocephalus fumidus (S. Muller, 1844) - Jáva nyugati hegyvidékei
- Turdus poliocephalus javanicus (Horsfield, 1821) - Jáva középső része
- Turdus poliocephalus whiteheadi (Seebohm, 1893) - Jáva keleti részének hegyvidékei
- Turdus poliocephalus stresemanni (Bartels, 1938) -  Lawu hegy, Jáva
- Turdus poliocephalus celebensis (Büttikofer, 1893) - Celebesz délnyugati része
- Turdus poliocephalus hygroscopus (Stresemann, 1931) - Celebesz déli része
- Turdus poliocephalus schlegelii (P. L. Sclater, 1861) - Timor nyugati része
- Turdus poliocephalus sterlingi (Mayr, 1944) - Timor keleti része (beleértve Kelet-Timor területét is)
- Turdus poliocephalus deningeri (Stresemann, 1912) - Seram
- Turdus poliocephalus erythropleurus (Sharpe, 1887) - Karácsony-sziget
- Turdus poliocephalus versteegi (Junge, 1939) - Új-Guinea nyugati részének hegyvidékei
- Turdus poliocephalus carbonarius (Mayr & Gilliard, 1951) - Új-Guinea hegyvidékének északi és középső része
- Turdus poliocephalus keysseri (Mayr, 1931) - A Huon-félsziget hegyvidéke
- Turdus poliocephalus papuensis (De Vis, 1890) - Új-Guinea délkeleti részének hegyvidéke
- Turdus poliocephalus canescens (De Vis, 1894) - Goodenough-sziget, D'Entrecasteaux-sziget csoport, Pápua Új-Guinea
- Turdus poliocephalus heinrothi (Rothschild & Hartert, 1924) - Szent-Mátyás-szigetek, Pápua-Új-Guinea
- Turdus poliocephalus beehleri (Ripley, 1977)  Új-Írország sziget
- Turdus poliocephalus tolokiwae (Diamond, 1989) - Tolokiwa-sziget, Bismarck-szigetek; és feltehetőleg Új-Britannia
- Turdus poliocephalus bougainvillei (Mayr, 1941) - Bougainville
- Turdus poliocephalus sladeni (A. J. Cain & I. C. J. Galbraith, 1955) - Guadalcanal, Salamon-szigetek
- Turdus poliocephalus kulambangrae (Mayr, 1941) - Kolombangara sziget, Salamon-szigetek
- Turdus poliocephalus rennellianus (Mayr, 1931) - Rennell-szigetek (Salamon-szigetek déli része)
- Turdus poliocephalus vanikorensis (Quoy & Gaimard, 1830) - Vanikoro-szigetek és Utupua, Salamon-szigetek; és Espiritu Santo és Malo, Vanuatu
- Turdus poliocephalus albifrons (E. P. Ramsay, 1879) - Erromango sziget, Vanuatu
- Turdus poliocephalus malekulae (Mayr, 1941) - Pentecost, Malekula és Ambrym szigetek, Vanuatu
- Turdus poliocephalus becki (Mayr, 1941) -  Paama, Lopevi, Epi és Emae sziget, Vanuatu
- Turdus poliocephalus efatensis (Mayr, 1941) -  Efate és Nguna, Vanuatu
- Turdus poliocephalus whitneyi (Mayr, 1941) -  Gaua-szigetek, Vanuatu.
- Turdus poliocephalus placens (Mayr, 1941) - Ureparapara és Vanua Lava, Vanuatu
- Turdus poliocephalus mareensis (E. L. Layard & Tristram, 1879) - Maré-sziget, Loyalty-szigetek, Új-Kaledónia - kihalt
- Turdus poliocephalus pritzbueri (E. L. Layard, 1878) - Lifou, Loyalty-szigetek, Új-Kaledónia (feltehetőleg kihalt); és Tanna, Vanuatu
- Turdus poliocephalus xanthopus (J. R. Forster, 1844) - Yandé-sziget, Új-Kaledónia
- Turdus poliocephalus layardi (Seebohm, 1891) - Viti Levu, Ovalau, Yasawa és Koro sziget, Fidzsi-szigetek
- Turdus poliocephalus vitiensis (E. L. Layard, 1876) - Vanua Levu, Fidzsi-szigetek
- Turdus poliocephalus hades (Mayr, 1941) - Gau-sziget, Fidzsi-szigetek
- Turdus poliocephalus ruficeps E. (P. Ramsay, 1875) - Kadavu, Fidzsi-szigetek
- Turdus poliocephalus tempesti (E. L. Layard, 1876) - Taveuni, Fidzsi-szigetek
- Turdus poliocephalus samoensis (Tristram, 1879) - Savaiʻi és Upolu, Szamoa
- Turdus poliocephalus poliocephalus (Latham, 1802) - Norfolk-sziget - kihalt
- Turdus poliocephalus vinitinctus (Gould, 1855) - Lord Howe-sziget - kihalt [2]

## Előfordulása
A Fidzsi-szigetek, a Fülöp-szigetek, Indonézia, Kelet-Timor, a Kókusz (Keeling)-szigetek, Malajzia, Norfolk-sziget, Új-Kaledónia, Pápua Új-Guinea, Szamoa, a Salamon-szigetek és Vanuatu területén honos. Ausztráliából és a Karácsony-szigetről kihalt.
Természetes élőhelyei a szubtrópusi és trópusi síkvidéki és hegyi esőerdők, lombhullató erdők, füves puszták és cserjések. Állandó, nem vonuló faj.

## Megjelenése
Testhossza 26 centiméter, testtömege 48-86 gramm. Az alfajok tollazata különbözik.
|  |  |

## Életmódja
Rovarokkal, csigákkal, atkákkal és pókokkal táplálkozik, de fogyaszt kisebb gyümölcsöket, bogyókat és magvakat is.

## Természetvédelmi helyzete
Az elterjedési területe nagyon nagy, egyedszáma ugyan csökken, de még nem éri el a kritikus szintet. A Természetvédelmi Világszövetség Vörös listáján nem fenyegetett fajként szerepel.
Maga a faj nem veszélyeztetett, egyes alfajai kifejezetten gyakoriak élőhelyükön, de egyes alfajainak száma nagyon lecsökkent.
A Karácsony-szigeten élő Turdus poliocephalus erythropleurus mára kritikusan veszélyeztetett státuszú a szigetre betelepített sárga bolondhangya inváziója miatt, mely még a fészekben megöli a fiókákat. 
Több más alfajának is nagyon megfogyott a száma, mint például a Szamoa szigetein élő Turdus poliocephalus samoensis és az Új-Kaledónia szigeten előforduló Turdus poliocephalus xanthopus, mely a főszigetről ki is halt és nagyjából 100 egyede él még Yande és Neba szigetein.
Három alfaja mára biztosan kihalt. Az alapfaj, a Turdus poliocephalus poliocephalus a Norfolk-szigeten élt és 1941-ig elég gyakori madárnak számított. A szigeten meghonosodott házi patkány általi predációs hatás, az élőhelyek elvesztése és a betelepített fekete rigóval történő hibridizáció miatt 1975-re kihalt.
Másik kettő kihalt alfaja a Turdus poliocephalus vinitinctus a Lord Howe-szigeten és a Turdus poliocephalus mareensis az Új-Kaledónia melletti Maré-szigeten élt egykor és hasonló hatások miatt haltak ki.